# 岡本信人
岡本 信人（おかもと のぶと、1948年〈昭和23年〉1月2日 - ）は、日本の俳優。身長163cm、体重64kg。血液型はB型。山口県岩国市出身。駒場学園高等学校（1966年）、東海大学第二工学部建築学科卒業（1970年）。

## 来歴・人物
建築業をしていた父のもとに誕生（二男二女の二男）。山口県岩国市で生まれ、小学校時代を萩市で過ごす。小6の3学期に神奈川県横浜市へ移り、中2の時に東京都世田谷区に引っ越す。
引っ越しを重ねる内に性格が大人しくなり、心配した父の勧めで中学2年生の時に劇団ひまわりへ入団。1962年、子供向け連続ドラマ『あすをつげる鐘 少年福澤諭吉』（NHK）で子役デビュー。しかし中学3年生の頃に成績が下がったため、建築業をする父から「劇団を辞めて建築の勉強をしなさい」と言われて理系の進路に進むことにし、高校卒業と同時に劇団を退団。
大学進学後、所属事務所（当時）から「TBSのプロデューサー（石井ふく子）に会ってきて」と言われた。初対面した石井から「イヤフォンを付けてトランジスタラジオ聞こうか」と言われ、特に何も考えずに聞いてみるとそれは実はオーディションで、ドラマ『肝っ玉かあさん』に“出前持ちの健ちゃん”役で出演することが決まった。
『肝っ玉かあさん』出演を機に、TBSホームドラマの名脇役として石井ふく子プロデュース作品の常連となる。石井とコンビを組むことが多い橋田壽賀子脚本作品（『渡る世間は鬼ばかり』シリーズのレギュラー等）にも多数出演。
また、役者の活動以外には「野草を調理して食べる」という一風変わった趣味が、みうらじゅんによって『ザ・会議室』で取り上げられ、その後10年ほど遅れて『ナニコレ珍百景』や『熱中時間』、「Begin Japanology」などにも取り上げられ、一躍有名になった。
2021年、日本テレビ系列のバラエティ番組『ダウンタウンのガキの使いやあらへんで!』のソフトボールの企画に出演。出演時には73歳ではあったものの、溌溂とした動きを見せたことが脚本家の三谷幸喜の目にとまり、2022年のNHK大河ドラマ『鎌倉殿の13人』の出演に結びついたエピソードがある。

## エピソード
1977年（29歳）で結婚し、娘と息子をもうけた。その後は毎年年2回の家族旅行をしている（コロナ禍になってからは一時的に中止している）。
先述の通り趣味は野草を食べることで、コロナ禍になってからは近所を散歩がてら、野草観察や自宅に野草を持ち帰って調理して食べることを楽しんでいる。

## 出演

### テレビドラマ

#### NHK
- あすをつげる鐘 少年福澤諭吉（1962年）
- 大河ドラマ
  - 花神（1977年） - 金子重輔 役
  - 草燃える（1979年） - 藤原定家 役
  - 獅子の時代（1980年） - 尾関平吉 役
  - おんな太閤記（1981年） - 片桐且元 役
  - 峠の群像（1982年） - 徳造 役
  - 春日局（1989年） - 村山越中 役
  - 毛利元就（1997年） - 天野興次 役
  - 徳川慶喜（1998年） - 与兵衛 役
  - 龍馬伝（2010年） - 井上将作 役
  - 平清盛（2012年） - 藤原邦綱 役
  - 鎌倉殿の13人（2022年） - 千葉常胤 役
- 土曜ドラマ
  - わが青春のブルース（1981年） - 菊村 役
  - タクシー・サンバ（1981年） - 村田 役
  - ハゲタカ（2007年） - 百瀬敬一 役
- ポーツマスの旗（1981年）
- 雄気堂々 若き日の渋沢栄一（1982年）
- 銀河テレビ小説
  - 花丸銀平（1984年） - 服部秀造 役
  - ひとりごとの時代（1985年）
  - しあわせ志願（1988年） - 蒔田 役
  - 新橋烏森口青春篇（1988年） - ハットの鎌田 役
- うさぎの休日（1988年）
- 赤頭巾快刀乱麻（1991年） - 御手洗藤左衛門馨 役
- 連続テレビ小説
  - 春よ、来い（1995年） - 矢野原一也 役
  - ほんまもん（2001年） - 田中周 役
  - マッサン（2014年） - 笹塚部長 役
- クライマーズ・ハイ（2005年） - 稲岡信也 役
- NHKスペシャル終戦ドラマ『気骨の判決』（2009年） - 林倫太郎 役
- 陽炎の辻スペシャル〜居眠り磐音 江戸双紙〜（2010年） - お彩の父 役
- 運命に、似た恋（2016年） - 白井努 役
- スニッファー ウクライナの私立探偵（2016年） - 緒川直樹 役
- 我らがパラダイス（2023年1月8日 - 3月12日 、NHK BSプレミアム・NHK BS4K） - 大平滋 役[6]

#### 日本テレビ
- おれは男だ!（1971年）
- マドモアゼル通り（1972年）
- 気まぐれ天使（1976年） - 清彦 役
- たんぽぽ（1977年）
- 新五捕物帳（1977 - 1982年） - 銀次 役
- 大江戸桜吹雪、八千両の舞（1981年） - 銀次 役
- 右門捕物帖（1982年） - 伝六 役
- 長七郎江戸日記 第1シリーズ
  - 第78話「極楽とんぼ」（1985年） - 亀吉 役
  - 第104話「目明し気取り」（1986年） - 勘太 役
- 奇兵隊（1989年） - 金兵衛 役
- お助け信兵衛 人情子守唄（1995年） - 仁平 役

#### TBS
- 肝っ玉かあさん（1968年） - 小林健次 役
- ありがとうシリーズ
  - ありがとう 第1シリーズ（1970年） - 正司良二 役
  - ありがとう 第2シリーズ（1972年 - 1973年） - 十鉄之介 役
  - ありがとう 第3シリーズ（1973年 - 1974年） - 熊取唯一 役
  - ありがとう 第4シリーズ（1974年 - 1975年） - 三友金次郎 役
- 東芝 日曜劇場
  - でんでん太鼓（1973年） - 斉藤長市 役
  - 夢の鐘（1982年12月19日、中部日本放送） - 小杉輝彦 役
  - おんなの家 その13（1983年）第1400回記念シリーズ
- あんたがたどこさ（1973年、1975年） - 野々村三郎 役
- 日本沈没（1974年） - 小野寺周二 役
- おんな家族（1974年）
- 若い!先生（1974年） - 越智先生 役
- 必殺必中仕事屋稼業（1975年、朝日放送、途中でNET（現・テレビ朝日）系列へ移行） - 利助 役
- 明日がござる（1975年・TBS創立25周年記念番組） - 山崎山 役
- ほんとうに（1976年） - 高木則夫 役
- 火曜日のあいつ  第15話「消えた現金輸送車 純情ホストの恋の花」（1976年 TBS・東宝）-一平 役
- 道（1978年） - 三浦太平 役
- 沿線地図（1979年） - 山川正平 役
- 出逢い（1981年） - 慎太郎 役
- 夏に恋する女たち（1983年） - 多賀 役
- 水戸黄門 第14部 第12話「偽黄門の悪退治・大館」（1984年1月16日） - 角次 役
- ふぞろいの林檎たちII（1985年） - 正宮課長 役
- 親子万才（1987年） - 松崎 役
- 親子ジグザグ（1987年） - 中川専務 役
- 妻よ妻よ（1987年） - 田部良介 役
- おんなは一生懸命（1987年） - 曽我 役
- 忠臣蔵・いのちの刻（1988年） - 寺坂吉右衛門 役
- こっちこい!UFO（1989年） - 種子島の医師 役
- 渡る世間は鬼ばかり（1993年 - 2019年） - 田島周平 役
- 浮浪雲（1990年） - 欲次郎 役
- アリよさらば（1994年4月15日 - 7月1日） - 雨宮光彦 役
- ひとり家族（1994年9月5日 - 10月28日） - 竹井 役
- 天国に一番近い男 MONOカンパニー編 第6話「殴られないと死ぬ」（1999年2月12日） - 露崎茂雄 役
- 3年B組金八先生 第5シリーズ（2000年1月13日)  - 山田邦雄 役
- 恋文 〜私たちが愛した男〜 第4話「手術前夜の花嫁衣装」（2003年10月29日） - 田島正造 役
- 恋する日曜日「ゆらゆら 〜バカンスはいつも雨」（2003年、BS-i） - 牛島 役
- 温泉へ行こう 4 第43・44話（2003年） - 佐々木源蔵 役
- ケータイ刑事 銭形零 第9話「引越しする死体!? 幻の殺人事件」（2004年、BS-i）
- 佐藤四姉妹（2005年、BS-i）
- ブラザー☆ビート（2005年） - 磯崎店長 役
- ケータイ刑事 銭形海 第6話「生きていた恐竜!? 未確認生物殺人事件」（2007年、BS-i）
- 官僚たちの夏 - 大沢和己 役
  - 第2話「テレビの時代」（2009年7月12日）
  - 第5話「電算機を救え」（2009年8月2日）
  - 第8話「総理の死」（2009年9月6日）
- 母の贈物（2009年）
- 専業主婦探偵〜私はシャドウ（2011年） - 長谷川保 役
- 金子みすゞ物語〜みんなちがってみんないい〜（2012年） - 藤田初一 役
- 大恋愛〜僕を忘れる君と 最終話「君には絶対、絶対、僕なんだ! これは神様がくれた最後の奇跡」（2018年12月14日） - 朝倉郁夫 役
- 月曜ドラマスペシャル→月曜ミステリー劇場→月曜ゴールデン→月曜名作劇場
  - 名探偵金田一耕助の傑作推理「三つ首塔」（1993年7月5日） - 古坂史郎 役
  - 和服デザイナー探偵2「京都鬼子母神伝説殺人事件」（1997年9月8日） - 長尾敬太郎 役
  - クラッカー 侵入者（1997年11月10日） - 早川定男 役
  - 外科医零子3「ハートの時効」（2004年5月24日） - 名取真一郎 役
  - 浅見光彦シリーズ
    - 浅見光彦シリーズ19「長崎殺人事件」（2004年4月12日） - 藤島刑事 役
    - 浅見光彦シリーズ32「天河伝説殺人事件」（2013年2月25日） - 瀬田謙三 役

  - 駅弁刑事・神保徳之助 - 安達康平 役
    - 駅弁刑事・神保徳之助1（2007年4月30日）
    - 駅弁刑事・神保徳之助2（2008年5月5日）
    - 駅弁刑事・神保徳之助3（2009年5月4日）
    - 駅弁刑事・神保徳之助4（2010年5月3日）
    - 駅弁刑事・神保徳之助5（2011年5月2日）
    - 駅弁刑事・神保徳之助6（2012年4月2日）
    - 駅弁刑事・神保徳之助7（2013年5月13日）
    - 駅弁刑事・神保徳之助8（2014年5月5日）
    - 駅弁刑事・神保徳之助9（2015年5月11日）
    - 駅弁刑事・神保徳之助10（2016年5月2日）
    - 駅弁刑事・神保徳之助11（2017年1月30日）

  - 税務調査官・窓際太郎の事件簿32（2017年5月8日） - 寺林信彦 役

#### フジテレビ
- 若者たち（1966年）
- フレッシュマン（1967年）
- 男はつらいよ（1968年）
- コートにかける青春　(1972年)
- 一心太助 第18話「親分！おひかえなすって」（1972年） - 伝助 役
- 剣客商売（1973年） - 新助 役
- ほうねんまんさく（1974年）
- 平岩弓枝ドラマシリーズ（ほぼ全作品に出演）
- 裸の大将放浪記(8) ヨメ子が嫁になりたがるので （1982年）
- 大奥 第37話「さらば！田園交響楽」（1983年、関西テレビ） - 文蔵 役
- 思春期の妻たち（1984年）
- 愛無情（1988年、東海テレビ） - 川上哲三 役
- はるちゃん（1996年、東海テレビ）
- 世にも奇妙な物語 「すみません、握手してください」（1996年） - 波之浜茂 役
- 忠臣蔵（1996年） - 半助 役
- 恋はあせらず 第4話「初めてのサクセス」（1998年5月6日） - 重田徹男 役
- ルーキー! 第7話「爆弾魔が警察署ジャック!?」（2001年5月22日、関西テレビ） - 青木茂雄 役
- 盤嶽の一生 第3話「津軽の男」（2002年4月16日）- 龍伯 役
- まっすぐな男（2010年） - 吉田オーナー 役
- 医龍4〜Team Medical Dragon〜 第10話「世界に売られる天才医師」（2014年3月13日） - 佐久間邦夫 役
- リスクの神様 第2話「食品に異物が混入…倒産の危機を救え！」（2015年7月15日） - 麻生次郎 役

#### テレビ朝日
- 私鉄沿線97分署 第29話「押しかけ刑事のマイホーム作戦!?」（1985年）
- 半七捕物帳 十手無用の仮面舞踏会（1987年）
- 新・三匹が斬る! 第9話「逃げた女、産めよふやせ悲しき子宝奉行」（1992年） - 夏目三六 役
- 嘘っぱち（1993年）
- さんかくはぁと（1995年） - 七海大観 役
- はぐれ刑事純情派 第8シリーズ 第7話「娘に裏切られた男 路上の殺意」（1995年5月24日） - 矢野茂男 役
- 快刀!夢一座七変化 第6話「七年目の仇討ち」 （1996年12月5日） - 庄五郎 / 安蔵 役（二役）
- 愛しすぎなくてよかった（1998年） - 井田部長 役
- 八丁堀の七人 第1シリーズ 第1話「人情同心が走る!謎が謎呼ぶだるま凧!?」（2000年1月13日） - 松吉 / 竹造 役
- 時効警察 第2話「偶然も極まれば必然となると言っても過言ではないのだ!」（2006年1月20日） - 藤山光二郎 役
- ロト6で3億2千万円当てた男（2008年7月 - 9月） - 謎の黒服の男 役
- 第9回文芸社ドラマスペシャル 「ペーパー離婚〜娘の結婚VS親の離婚〜」（2010年） - 村瀬 役
- リーガルV〜元弁護士・小鳥遊翔子〜 第3話「嘘つきな証言者!? 1億の保険金殺人事件に勝つ!」（2018年10月25日） - 蟹江光晴 役
- 土曜ワイド劇場→土曜プライム・土曜ワイド劇場
  - 片岡孝夫の好青年探偵シリーズ（朝日放送）
    - 昭和7年の姦通殺人鬼 血に染まった函館（1980年）
    - 昭和7年の殺人鬼 呪われた流氷（1981年）

  - 温泉若おかみの殺人推理4（1996年） - 柳原刑事 役
  - こちら禅寺探偵局2「千社札連続殺人事件!」（1996年）
  - まじめ警部補とかたやぶり刑事3「スーパーエステの死美人」（2000年）
  - 棟居刑事の黙示録（2000年） - 菅原刑事 役
  - ショカツの女 新宿西署 刑事課強行犯係（朝日放送） - 柳井一郎 役
    - ショカツの女1 新宿西署 刑事課強行犯係（2007年11月10日）
    - ショカツの女2 新宿西署 刑事課強行犯係（2008年5月17日）
    - ショカツの女3 新宿西署 刑事課強行犯係（2009年4月18日）
    - ショカツの女4 新宿西署 刑事課強行犯係（2010年4月17日）
    - ショカツの女5 新宿西署 刑事課強行犯係（2011年1月15日）
    - ショカツの女6 新宿西署 刑事課強行犯係（2011年11月19日）
    - ショカツの女7 新宿西署 刑事課強行犯係（2013年2月16日）
    - ショカツの女8 新宿西署 刑事課強行犯係（2013年12月14日）
    - ショカツの女9 新宿西署 刑事課強行犯係（2014年9月27日）
    - ショカツの女10 新宿西署 刑事課強行犯係（2015年5月16日）
    - ショカツの女11 新宿西署 刑事課強行犯係（2015年11月21日）
    - ショカツの女12 新宿西署 刑事課強行犯係（2016年7月9日）
    - ショカツの女13 新宿西署 刑事課強行犯係（2017年2月18日）

#### テレビ東京
- 新春ワイド時代劇
  - 海にかける虹〜山本五十六と日本海軍（1983年） - 後藤一作 役
  - 若き血に燃ゆる〜福沢諭吉と明治の群像（1984年）
  - 壬生義士伝 新選組でいちばん強かった男（2003年）
- 若き血に燃ゆる - 福沢諭吉と明治の群像（1984年）
- クリスマスキス〜イブに逢いましょう（1995年10月 - 12月） - スザンヌ佐藤 役
- 山本周五郎人情時代劇 第6話「こんち午の日」（2015年12月15日、BSジャパン） - 重平 役
- 昼のセント酒（2016年）
- 女と愛とミステリー
  - 松本清張特別企画・わるいやつら（2001年） - 羽柴刑事 役
  - 保険調査員・蒲田吟子（2001年） - 篠崎宏 役
  - 北の捜査線・小樽港署（2002年1月16日） - 大槻信治 役
  - パートタイム探偵1（2002年） - 沼田孝一 役
  - 松本清張特別企画・喪失の儀礼（2003年） - 山田亀郎 役

#### WOWOW
- 平成猿蟹合戦図（2014年） - 浜本政勝 役

### 映画
- 煙の王様（1963年 日活） - ヨツメ 役
- 吾輩は猫である（1975年 東宝） - 寒月 役
- おしゃれ大作戦（1976年 東宝） - 吉良昭一 役
- 喜劇 百点満点（1976年 東宝） - 倉田 役
- 恋の空中ぶらんこ（1976年 東宝） - 若林刑事 役
- 悪魔の手毬唄（1977年 東宝） - 中村巡査 役
- 坊っちゃん（1977年 松竹） - うらなり 役
- 翼は心につけて（1978年 共同映画全国系列会議） - 松本 役
- 病院坂の首縊りの家（1979年 東宝） - 阪東刑事 役
- 土佐の一本釣り（1980年 松竹） - 大山 役
- 唐獅子株式会社（1983年 東映）
- 玄海つれづれ節（1986年 東映） - 前田 役
- BE_FREE!（1986年 東映） - 如月博 役
- 国士無双（1986年 サンレニティ） - 瀬高 役
- 本場ぢょしこうマニュアル 初恋微熱篇（1987年 東映） - 三ツ橋昇 役
- 星の牧場（1987年 東映） - 大工のオーボエ 役
- 風のあるぺじお（1987年 ）
- マルサの女2（1988年 東宝・伊丹プロ） - 信者代表 役
- 必殺!5 黄金の血（1991年 松竹） - 服部孫太夫 役
- 寝盗られ宗介（1992年 松竹） - 謙二郎 役
- まあだだよ（1993年 東宝・黒澤プロ） - 太田 役
- 静かな生活（1995年 東宝・伊丹プロ）
- Zの回路 復讐の裏ゴト師（1996年 パル企画） - 山辺耕作 役
- スーパーの女（1996年 東宝・伊丹プロ） - おにぎり屋の社長 役
- 落下する夕方（1998年 松竹） - 和菓子屋の店主 役
- PARTY7（2000年 東北新社） - オキタリュウジロウ 役
- 釣りバカ日誌13 ハマちゃん危機一髪!（2002年 松竹） - 浅利真三郎 役
- 亀は意外と速く泳ぐ（2005年 ウィルコ） - スズメの父親 役
- 武士の一分（2006年 松竹） - 波多野東吾 役
- 東京少女（2008年 エム・エフボックス）
- まぼろしの邪馬台国（2008年 東映） - 村井 役

### 舞台
- 女たちの忠臣蔵（1980年、帝国劇場）

### 人形劇
- 人形劇 三国志（1982 - 1984年） - 曹操 役

### バラエティ
- 橋田さんちのティータイム - ナレーション
- 脱線問答 - 司会のはかま満緒から「早いのが取り柄、岡本信人くん」と紹介されるのが常であった。
- コメディーお江戸でござる（1995 - 2004年）
- ナニコレ珍百景 - 野草関係の内容で不定期準レギュラー
- 有吉AKB共和国
- オールスター感謝祭
- TVチャンピオン極 〜KIWAMI〜（2019年4月23日、BSテレ東）

### ドキュメンタリー
- なぞ解き歳時記（NHK総合） - 語り
- コズミック☆フロントNEXT（NHK BSプレミアム）
  - 2016年12月22日（木）地球という星をつかめ　伊能忠敬 - 伊能忠敬 役

### CM
- ククレシチュー（1973年、ハウス食品工業）

## 著作
- 「道草を喰う‐素朴で美味しい野草の話」（法研、1998年）
- 「岡本信人の野草の楽しみ方」（ブティック社、2000年）
- 「野草で楽しむ散歩術」（ぶんか社、2010年）